# Sonnleiten-Pernegg
Sonnleiten-Pernegg ist eine Katastralgemeinde der Gemeinde Breitenau am Hochlantsch im Bezirk Bruck-Mürzzuschlag in Steiermark.
Die Katastralgemeinde liegt östlich von Breitenau im Tal des Breitenauer Baches und nördlich von Sankt Erhard. Sonnleiten-Pernegg ist Teil der Ortschaft Sankt Erhard.

## Siedlungsentwicklung
Zum Jahreswechsel 1979/1980 befanden sich in der Katastralgemeinde Sonnleiten-Pernegg insgesamt 74 Bauflächen mit 48.466 m² und 54 Gärten auf 65.938 m², 1989/1990 gab es 81 Bauflächen. 1999/2000 war die Zahl der Bauflächen auf 214 angewachsen und 2009/2010 bestanden 131 Gebäude auf 214 Bauflächen.

## Bodennutzung
Die Katastralgemeinde ist land- und forstwirtschaftlich geprägt. 595 Hektar wurden zum Jahreswechsel 1979/1980 landwirtschaftlich genutzt und 991 Hektar waren forstwirtschaftlich geführte Waldflächen. 1999/2000 wurde auf 466 Hektar Landwirtschaft betrieben und 1.106 Hektar waren als forstwirtschaftlich genutzte Flächen ausgewiesen. Ende 2018 waren 304 Hektar als landwirtschaftliche Flächen genutzt und Forstwirtschaft wurde auf 1.138 Hektar betrieben. Die durchschnittliche Bodenklimazahl von Sonnleiten-Pernegg beträgt 8,8 (Stand 2010).